# Mościenica
Mościenica (prononciation : [mɔɕt͡ɕeˈnit͡sa]) est un village polonais de la gmina de Kórnik dans le powiat de Poznań de la voïvodie de Grande-Pologne dans le centre-ouest de la Pologne.
Il se situe à environ 3 kilomètres au nord-ouest de Kórnik (siège de la gmina) et à 20 kilomètres au sud-est de Poznań (siège du powiat et capitale régionale).

## Histoire
De 1815 à 1919, Moscienica fait partie de l'arrondissement de Schrimm dans le district de Posen au sein de la province de Posnanie.
De 1975 à 1998, le village faisait partie du territoire de la voïvodie de Poznań.

Depuis 1999, Mościenica est situé dans la voïvodie de Grande-Pologne.
Le village possède une population de 242 habitants en 2014.